# Cristiano Marques Gomes
Cristiano Marques Gomes (Guarulhos, 1977. június 3. –) portugál felmenőkkel rendelkező brazil származású játékos. Középső hátvédként bevethető. 2022 óta a Francia harmadosztályban szereplő Versailles menedzsere.

## Pályafutása
Pályafutását hazájában kezdte. A Corinthians-ban kezdett el futballozni. 1995-ben bajnok lett csapatával, majd 3 év után átigazolt a Cruzeiro csapatába. Velük 2000-ben brazil bajnok lett és őt választották hazájában a legjobb középső hátvédnek. 2004-ben megnyerte a Copa America-t a brazil labdarúgó-válogatottal.
2004-ben csatlakozott az Olympique Lyon csapatához 3 millió euróért egy nem túl sikeres Bayer Leverkusen-i idény után. Itt első két idényében megválasztották a Ligue 1 legjobb hátvédjének. Azóta kihagyhatatlan a Lyon kezdőcsapatából. A 2007-es szezon nagy részét sérülés miatt kihagyta.
2012. szeptember 3-án, nyolc, a francia klubnál töltött idény után a Galatasaray SK játékosa lett 1,25 millió euróért, 1+1 évre.
2013. január 2-án szerződést bontott a törökökkel és egy nap múlva már újra brazil csapatnak, a Grêmionak lett tagja.

### válogatott pályafutása
2001-ben mutatkozott be a Brazil labdarúgó-válogatott-ban és összesen 27 mérkőzésen szerepelt. Ezeken 1 gólt szerzett.

## Statisztikái
| Idény       | Klub             | Ország  | Bajnokság   | Bajnokság  | Bajnokság | Bajnokság  | Bajnokság | Bajnokság |
| Idény       | Klub             | Ország  | Osztály     | Mérkőzések | Gólok     | Gólpasszok | Lapok     | Lapok     |
| ----------- | ---------------- | ------- | ----------- | ---------- | --------- | ---------- | --------- | --------- |
| Idény       | Klub             | Ország  | Osztály     | Mérkőzések | Gólok     | Gólpasszok | sárga lap | piros lap |
| 1995 - 1995 | SC Corinthians   | brazil  | Brasileirao | 2          | 0         | 0          | ?         | ?         |
| 1996 - 1996 | SC Corinthians   | brazil  | Brasileirao | 0          | 0         | 0          | ?         | ?         |
| 1997 - 1997 | SC Corinthians   | brazil  | Brasileirao | 9          | 0         | 0          | ?         | ?         |
| 1998 - 1998 | SC Corinthians   | brazil  | Brasileirao | 15         | 0         | 0          | ?         | ?         |
| 1999 - 1999 | Cruzeiro EC      | brazil  | Brasileirao | 18         | 0         | 0          | ?         | ?         |
| 2000 - 2000 | Cruzeiro EC      | brazil  | Brasileirao | 22         | 3         | 0          | ?         | ?         |
| 2001 - 2001 | Cruzeiro EC      | brazil  | Brasileirao | 19         | 3         | 0          | ?         | ?         |
| 2002 - 2002 | Cruzeiro EC      | brazil  | Brasileirao | 25         | 3         | 0          | ?         | ?         |
| 2002 - 2003 | Bayer Leverkusen | német   | Bundesliga  | 1          | 0         | 0          | 0         | 0         |
| 2003 - 2003 | Cruzeiro EC      | brazil  | Brasileirao | 31         | 3         | 0          | ?         | ?         |
| 2004 - 2004 | Cruzeiro EC      | brazil  | Brasileirao | 13         | 1         | 0          | ?         | ?         |
| 2004 - 2005 | Olympique Lyon   | francia | Ligue 1     | 33         | 3         | 0          | 4         | 0         |
| 2005 - 2006 | Olympique Lyon   | francia | Ligue 1     | 36         | 3         | 2          | 3         | 0         |
| 2006 - 2007 | Olympique Lyon   | francia | Ligue 1     | 32         | 4         | 0          | 13        | 0         |
| 2007 - 2008 | Olympique Lyon   | francia | Ligue 1     | 13         | 1         | 0          | 3         | 0         |
| 2008 - 2009 | Olympique Lyon   | francia | Ligue 1     | 34         | 2         | 1          | 5         | 0         |
| 2009 - 2010 | Olympique Lyon   | francia | Ligue 1     | 6          | 0         | 0          | 1         | 0         |

## Díjai
- Copa America győztes: 2004
- Brazil bajnok: 1998, 2003
- Brazilkupa-győztes: 1995, 2000, 2003
- Minas Gerais állami bajnok: 2004
- Francia bajnok: 2005, 2006, 2007, 2008
- Franciakupa-győztes: 2008
- Francia szuperkupa győztes: 2005